# Moguer

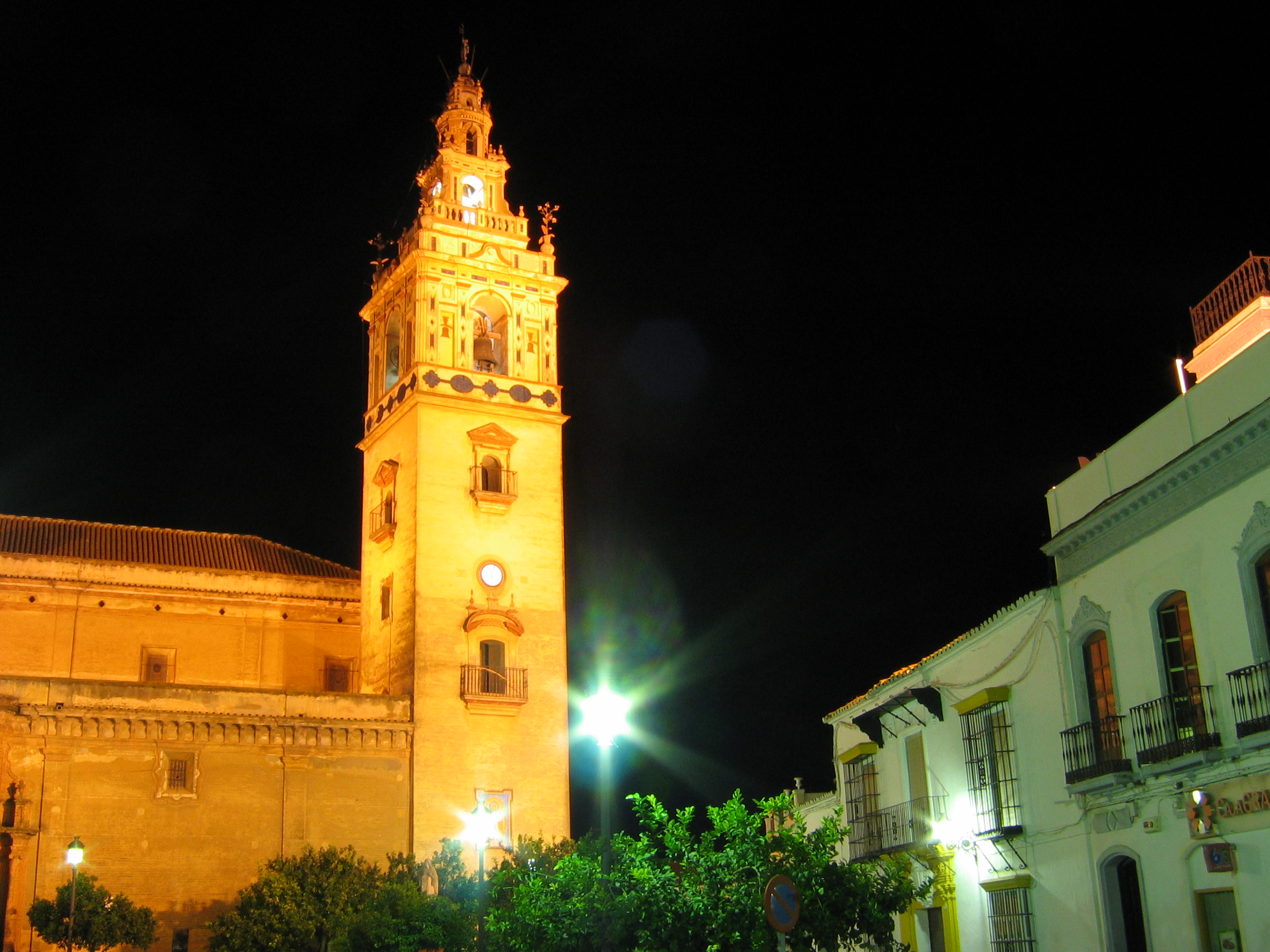
Pfarrkirche Nuestra Señora de la Granada

Moguer ist eine spanische Stadt in der Provinz Huelva in der Autonomen Region Andalusien. 2024 hatte die Gemeinde 23.551 Einwohner. Das Stadtgebiet hat eine Fläche von 204 km² und eine Bevölkerungsdichte von 111 Ew./km². Der Ort liegt 51 m über dem Meeresspiegel und 19 Kilometer von der Provinzhauptstadt Huelva sowie 80 km von Sevilla entfernt.

## Geschichte
Das arabische Mogauar oder Moquer wurde um 1240 vom Santiagoorden erobert und zunächst unter dessen Gerichtsbarkeit gestellt. Später war der Ort von Niebla abhängig.
Im 14. Jahrhundert entwickelte er sich zur Kleinstadt. Die Burg aus Almohadenzeit wird erweitert und das Kloster Santa Clara angelegt. Dieses diente als Namensgeber für die 1491 auf Kiel gelegte Karavelle die als „La Niña“ bekannt wurde da einige Einwohner der Stadt damit an Kolumbus’ Entdeckungsreisen teilnahmen.
1642 erhielt Moguer von Philipp IV. die Stadtrechte.
Beim Erdbeben von Lissabon im Jahre 1755 wurden auch hier die meisten Häuser zerstört. Nur Teile der Burg und des Klosters Santa Clara blieben erhalten.
Im 19. Jahrhundert verlor Moguer den Wettstreit um den Titel der Provinzhauptstadt.
Am 24. Dezember 1881 wurde hier der Poet Juan Ramón Jiménez geboren, der 1956 den Literaturnobelpreis erhielt. Sein bekanntestes Werk ist „Platero und ich“.
Im 20. Jahrhundert erlitt der Weinanbau aufgrund einer Reblaus-Plage einen wirtschaftlichen Niedergang. Erst in den 1970er Jahren stabilisierte sich die wirtschaftliche Lage wieder, nachdem Erdbeerplantagen angelegt wurden. Heute ist die Stadt der Haupterzeuger für Erdbeeren in Spanien.
1993 besuchte Papst Johannes Paul II. im Rahmen seiner Spanienreise auch die Stadt Moguer.

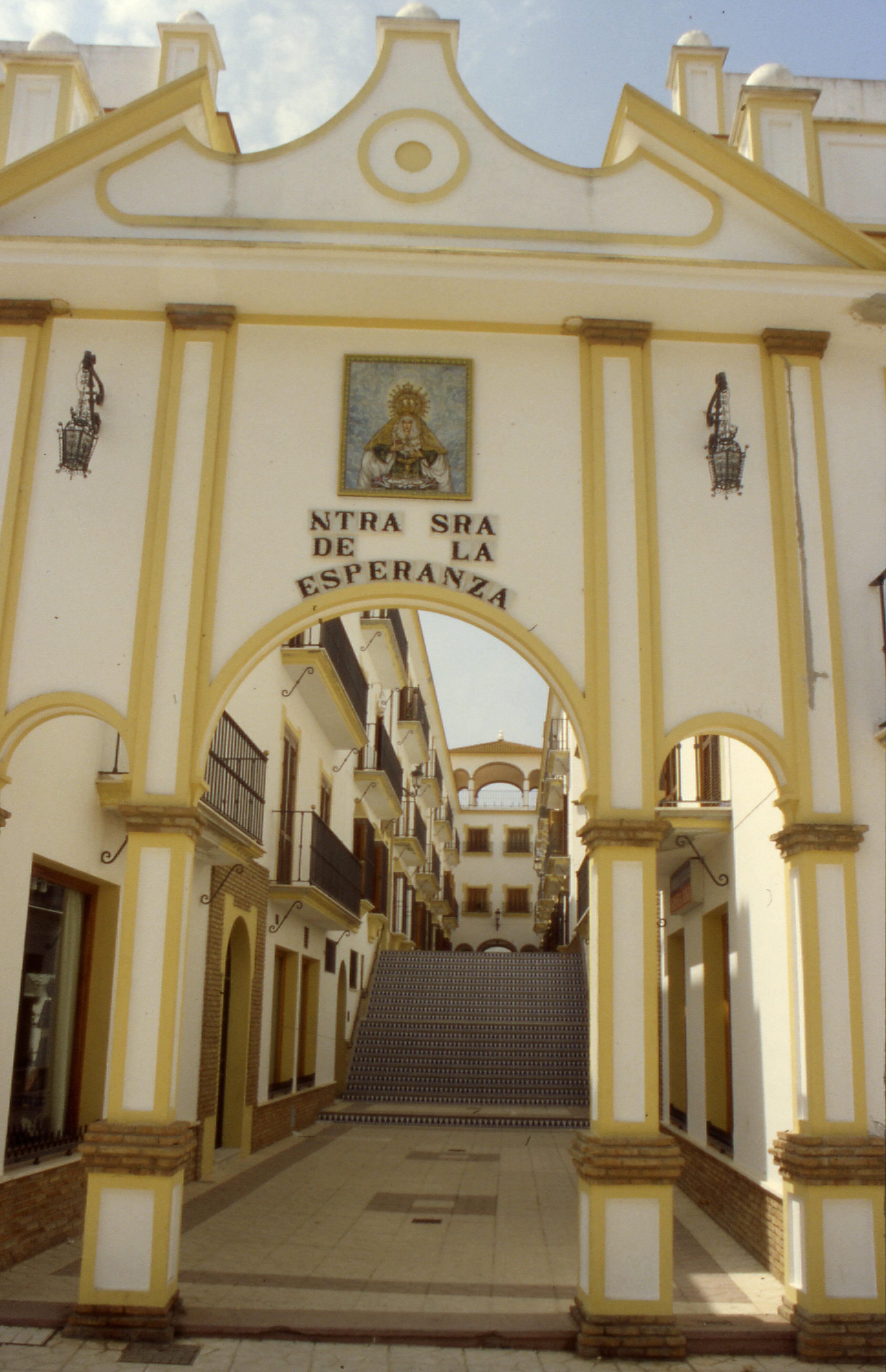
Moguer / Ansicht 1

## Sehenswürdigkeiten
- Convento de Santa Clara: das Kloster wurde 1337 gegründet.
- Pfarrkirche Nuestra Señora de la Granada aus dem 18. Jahrhundert Sie wurde nach dem Erdbeben von Lissabon (1755) an der Stelle einer zerstörten Kirche aus dem 14. Jahrhundert errichtet.
- Rathaus aus der zweiten Hälfte des 18. Jahrhunderts.
- Convento de San Francisco: das Kloster wurde Ende des 15. Jahrhunderts begonnen und um 1570 vollendet; Retabel aus dem 18. Jahrhundert.
- Burg: von den Almohaden erbaut und im 14. Jahrhundert restauriert und erweitert.
- Geburtshaus von Juan Ramón Jiménez.

## Persönlichkeiten
- Diego Rodríguez Lucero (nach 1450–1534), Inquisitor
- Francisco Roldán (um 1452–1502), Kolonialbeamter
- Hernando Alonso (um 1460–1528), Entdecker und erstes Opfer der Inquisition Nordamerikas
- Pedro Alonso Niño (1468–1505), Seefahrer
- Juan Ladrillero (1495–1582), Entdecker
- Juan Ramón Jiménez (1881–1958), Dichter und Nobelpreisträger
- José Manuel Sierra (* 1978), Handballtorwart